# Saison 1971-1972 de l'AS Saint-Étienne
Chronologie
Saison précédente Saison suivante
Cette page présente la saison 1971-1972 de l'AS Saint-Étienne. Le club évolue en Division 1, en Coupe de France et en Coupe de l’UEFA.

## Résumé de la saison
- Le club termine 6e du championnat cette saison. C’est son plus mauvais classement depuis la saison 1964-1965.
- La Coupe de France et la Coupe d'Europe n'auront pas souri cette saison avec des éliminations très rapides.
- Salif Keita termine 2e meilleur buteur du championnat avec un total de 29 buts.
- Beaucoup de mouvements cette saison. Premières apparitions avec les pros de Christian Lopez et Jacques Santini. Mais c’est surtout les départs qui sont importants avec principalement ceux de Georges Carnus et Bernard Bosquier pour l’Olympique de Marseille et d’Hervé Revelli pour l'OGC Nice.

## Équipe professionnelle

### Transferts
Sont considérés comme arrivées, des joueurs n’ayant pas joué avec l’équipe 1 la saison précédente.
| Nom               | Nationalité | Poste     | Transfert | Provenance/Destination | Division      |
| ----------------- | ----------- | --------- | --------- | ---------------------- | ------------- |
| Arrivées          |             |           |           |                        |               |
| André Castel      |             | Gardien   | Transfert | Laval                  | Division 2    |
| Christian Lopez   |             | Défenseur | -         | -                      | Formé au club |
| Jacques Santini   |             | Attaquant | -         | -                      | Formé au club |
| Aimé Jacquet      |             | Milieu    | -         | -                      | Formé au club |
| Daniel Sanlaville |             | Défenseur | Transfert | Nîmes Olympique        | Division 1    |
| Départs           |             |           |           |                        |               |
| Georges Carnus    |             | Gardien   | Transfert | Olympique de Marseille | Division 1    |
| Bernard Bosquier  |             | Défenseur | Transfert | Olympique de Marseille | Division 1    |
| vladimir Durković |             | Défenseur | Transfert | Sion                   | Division 1    |
| Francis Camerini  |             | Défenseur | Transfert | OGC Nice               | Division 1    |
| Hervé Revelli     |             | Attaquant | Transfert | OGC Nice               | Division 1    |

### Championnat

#### Matchs allers
| Date       | N o | Adversaire             | Lieu | Résultat | Buteurs pour Saint-Étienne                                   | Points | Classement |
| ---------- | --- | ---------------------- | ---- | -------- | ------------------------------------------------------------ | ------ | ---------- |
| 11/08/1971 | J01 | Nîmes Olympique        | Dom. | 1 -3     | Bereta 20e                                                   | 0      | 18         |
| 18/08/1971 | J02 | FC Nantes              | Ext. | 4 -3     | Sarramagna 14e, Revelli P. 30e, Larqué 78e                   | 0      | 18         |
| 25/08/1971 | J03 | Stade de Reims         | Dom. | 9 - 1    | Keita 3e 12e 19e 89e, Revelli P. 10e 73e, Larqué 25e 42e 44e | 2      | 13         |
| 28/08/1971 | J04 | FC Sochaux             | Ext. | 0 - 2    | Keita 25e 49e                                                | 4      | 9          |
| 01/09/1971 | J05 | AS Angoulême           | Dom. | 4 - 0    | Larqué 17e, Keita 31e, Samardzic 44e 85e                     | 6      | 7          |
| 05/09/1971 | J06 | FC Metz                | Ext. | 0 - 4    | Parizon 1re, Keita 35e 52e, Revelli P. 70e                   | 8      | 4          |
| 18/09/1971 | J07 | Paris-Saint-Germain FC | Dom. | 0 - 1    | -                                                            | 8      | 5          |
| 22/09/1971 | J08 | Monaco                 | Ext. | 1 - 2    | Keita 70e , Sarramagna 74e                                   | 10     | 3          |
| 02/10/1971 | J09 | Stade rennais UC       | Dom. | 4 - 2    | Keita 7e 36e, Revelli P. 66e, Bereta 68e                     | 12     | 2          |
| 13/10/1971 | J10 | Olympique lyonnais     | Ext. | 2 - 0    | -                                                            | 12     | 3          |
| 17/10/1971 | J11 | AC Ajaccio             | Dom. | 1 – 1    | Larqué 12e                                                   | 13     | 5          |
| 24/10/1971 | J12 | Olympique de Marseille | Ext. | 2 - 3    | Keita 15e 27e, Larqué 90e                                    | 15     | 3          |
| 30/10/1971 | J13 | Bordeaux               | Dom. | 1 – 1    | Keita 28e                                                    | 16     | 5          |
| 13/11/1971 | J14 | Angers SCO             | Ext. | 1 – 1    | Revelli P. 68e                                               | 17     | 4          |
| 17/11/1971 | J15 | AS Nancy Lorraine      | Dom. | 1 - 3    | Revelli P. 23e                                               | 17     | 6          |
| 21/11/1971 | J16 | Lille OSC              | Ext. | 2 - 0    | -                                                            | 17     | 8          |
| 28/11/1971 | J17 | OGC Nice               | Dom. | 2 – 2    | Bereta 28e, Keita 30e                                        | 18     | 7          |
| 12/12/1971 | J18 | Red Star FC            | Ext. | 1 - 2    | Larqué 22e. Keita 25e                                        | 20     | 6          |
| 19/12/1971 | J19 | Bastia                 | Ext. | 3 - 0    | -                                                            | 20     | 7          |

#### Matchs retours
| Date       | N o | Adversaire             | Lieu | Résultat | Buteurs pour Saint-Étienne                                     | Points | Classement |
| ---------- | --- | ---------------------- | ---- | -------- | -------------------------------------------------------------- | ------ | ---------- |
| 09/01/1972 | J20 | FC Nantes              | Dom. | 2 - 1    | Keita 28e (pen.), De Michele 35e (csc)                         | 22     | 5          |
| 16/01/1972 | J21 | Stade de Reims         | Ext. | 2 - 1    | Keita 50e                                                      | 22     | 8          |
| 30/01/1972 | J22 | FC Sochaux             | Dom. | 0 - 1    | -                                                              | 22     | 11         |
| 05/02/1972 | J23 | AS Angoulême           | Ext. | 3 - 4    | Keita 1re 27e, Larqué 35e, Bereta 72e 85e                      | 24     | 9          |
| 12/02/1972 | J24 | FC Metz                | Dom. | 2 - 0    | Keita 2e 61e                                                   | 26     | 8          |
| 27/02/1972 | J25 | Paris-Saint-Germain FC | Ext. | 1 - 3    | Revelli P. 38e 68e, Parizon 72e                                | 28     | 8          |
| 05/03/1972 | J26 | Monaco                 | Dom. | 3 - 2    | Larqué 42e, Synaeghel 83e 89e                                  | 30     | 5          |
| 18/03/1972 | J27 | Stade rennais UC       | Ext. | 2 - 4    | Santini 3e, Revelli P. 16e, Santini 65e, Herbin 68e            | 32     | 3          |
| 26/03/1972 | J28 | Olympique lyonnais     | Dom. | 0 - 1    | -                                                              | 32     | 6          |
| 29/03/1972 | J29 | AC Ajaccio             | Ext. | 2 - 1    | Bereta 52e                                                     | 32     | 8          |
| 01/04/1972 | J30 | Olympique de Marseille | Dom. | 2 - 1    | Bereta 83e, Revelli P. 86e                                     | 34     | 7          |
| 12/04/1972 | J31 | Bordeaux               | Ext. | 0 - 2    | Keita 24e, Larqué 55e                                          | 36     | 5          |
| 21/04/1972 | J32 | Angers SCO             | Dom. | 0 - 1    | -                                                              | 36     | 8          |
| 28/04/1972 | J33 | AS Nancy Lorraine      | Ext. | 3 - 1    | Keita 44e                                                      | 36     | 10         |
| 03/05/1972 | J34 | Lille OSC              | Dom. | 4 - 0    | Revelli P. 8e, Keita 43e 63e (pen.), Synaeghel 61e             | 38     | 9          |
| 06/05/1972 | J35 | OGC Nice               | Ext. | 1 - 2    | Keita 51e, Santini 53e                                         | 40     | 6          |
| 17/05/1972 | J36 | Red Star FC            | Dom. | 5 - 1    | Sanlaville 9e, Larqué 31e, Revelli P. 54e 59e, Keita 62e       | 42     | 5          |
| 20/05/1972 | J37 | Bastia                 | Dom. | 5 - 3    | Sanlaville 4e (pen.), Jacquet 19e, Larqué 22e, Santini 70e 71e | 44     | 4          |
| 27/05/1972 | J38 | Nîmes Olympique        | Ext. | 4 - 0    | -                                                              | 44     | 6          |

#### Classement final
En cas d'égalité entre deux clubs, le premier critère de départage est la différence de buts.
| Rang | Équipe                     | Pts | J  | G  | N  | P  | Bp | Bc | Diff |
| ---- | -------------------------- | --- | -- | -- | -- | -- | -- | -- | ---- |
| 1    | Olympique de Marseille T C | 56  | 38 | 24 | 8  | 6  | 78 | 37 | +41  |
| 2    | Nîmes Olympique            | 51  | 38 | 21 | 9  | 8  | 76 | 37 | +39  |
| 3    | FC Sochaux                 | 47  | 38 | 21 | 5  | 12 | 57 | 42 | +15  |
| 4    | Angers SCO                 | 45  | 38 | 19 | 7  | 12 | 56 | 40 | +16  |
| 5    | Olympique lyonnais         | 45  | 38 | 18 | 9  | 11 | 58 | 45 | +13  |
| 6    | AS Saint-Étienne           | 44  | 38 | 20 | 4  | 14 | 81 | 59 | +22  |
| 7    | FC Nantes                  | 43  | 38 | 17 | 9  | 12 | 70 | 48 | +22  |
| 8    | OGC Nice                   | 42  | 38 | 15 | 12 | 11 | 58 | 44 | +14  |
| 9    | SEC Bastia                 | 42  | 38 | 20 | 2  | 16 | 58 | 57 | +1   |
| 10   | AS Nancy Lorraine          | 40  | 38 | 14 | 12 | 12 | 56 | 49 | +7   |
| 11   | Stade rennais UC           | 38  | 38 | 13 | 12 | 13 | 53 | 54 | -1   |
| 12   | FC Girondins de Bordeaux   | 35  | 38 | 12 | 11 | 15 | 39 | 52 | -13  |
| 13   | AC Ajaccio                 | 33  | 38 | 12 | 9  | 17 | 49 | 53 | -4   |
| 14   | FC Metz                    | 33  | 38 | 13 | 7  | 18 | 44 | 49 | -5   |
| 15   | Stade de Reims             | 31  | 38 | 9  | 13 | 16 | 46 | 69 | -23  |
| 16   | Paris-Saint-Germain FC P   | 30  | 38 | 10 | 10 | 18 | 51 | 67 | -16  |
| 17   | Red Star FC                | 30  | 38 | 10 | 10 | 18 | 34 | 64 | -30  |
| 18   | Lille OSC P                | 26  | 38 | 8  | 10 | 20 | 43 | 68 | -25  |
| 19   | AS Monaco FC P             | 26  | 38 | 8  | 10 | 20 | 41 | 68 | -27  |
| 20   | AS Angoulême               | 23  | 38 | 8  | 7  | 23 | 39 | 85 | -46  |

Victoire à 2 points
Qualifications européennes
Coupe des clubs champions européens
- 1er : 1er tour (1/16 de finale)

Coupe d'Europe des vainqueurs de coupe
- Finaliste de la Coupe de France : 1er tour (1/16 de finale)

Coupe UEFA
- 2e, 3e et 4e : 1er tour (1/32 de finale)

Relégation
- 18e, 19e et 20e : relégation en Division 2

Abréviations
T : Tenant du titre

C : Vainqueur de la Coupe de France 1971-72

P : Promus de Division 2
- L'Olympique de Marseille étant qualifié pour la Coupe des clubs champions européens en tant que champion, sa place en Coupe d'Europe des vainqueurs de coupe va au finaliste de la Coupe de France, à savoir le SEC Bastia.
- Les vainqueurs des trois groupes de D2, le CS Sedan Ardennes, l'US Valenciennes-Anzin et le RC Strasbourg, obtiennent la montée directe en D1.

### Coupe de France

#### Tableau récapitulatif des matchs
| Date       | N o              | Adversaire                | Lieu                     | Résultat | Buteurs pour Saint-Étienne | Suite                               |
| ---------- | ---------------- | ------------------------- | ------------------------ | -------- | -------------------------- | ----------------------------------- |
| 23/01/1972 | 32èmes de finale | Racing Club de Strasbourg | Stade Bauer, Saint-Ouen  | 1 - 0    | Bereta 7e                  | Qualifiés pour les 16èmes de finale |
| 20/02/1972 | 16èmes de finale | Avignon                   | Stade de la Prairie,Alès | 1 - 0    | -                          | Éliminés                            |

### Coupe de l'UEFA

#### Tableau récapitulatif des matchs
| Date       | N o             | Adversaire | Lieu                                  | Résultat | Buteurs pour Saint-Étienne | Suite    |
| ---------- | --------------- | ---------- | ------------------------------------- | -------- | -------------------------- | -------- |
| 15/09/1971 | 1er tour aller  | FC Cologne | Stade Geoffroy-Guichard,Saint-Étienne | 1 – 1    | Sarramagna 83e             | -        |
| 15/09/1971 | 1er tour retour | FC Cologne | RheinEnergieStadion,Cologne           | 2 - 1    | Revelli P. 75e             | Éliminés |

### Statistiques

#### Équipe-type
| \| Castel Farison Herbin Merchadier (Lopez) Polny (Sanlaville) Broissart Larqué Bereta · Parizon Keita P.Revelli (Sarramagna) \| Équipe-type de la saison 1971-1972 |
| Castel Farison Herbin Merchadier (Lopez) Polny (Sanlaville) Broissart Larqué Bereta · Parizon Keita P.Revelli (Sarramagna)                                          |

#### Buteurs
| Place | Nom                  | Division 1 | Coupe de France | Coupe de l’UEFA | TOTAL des BUTS |
| 1     | Salif Keita          | 29 buts    | -               | -               | 29 buts        |
| 2     | Patrick Revelli      | 14 buts    | -               | 1 but           | 15 buts        |
| 3     | Jean-Michel Larqué   | 13 buts    | -               | -               | 13 buts        |
| 4     | Georges Bereta       | 6 buts     | 1 but           | -               | 7 buts         |
| 5     | Jacques Santini      | 5 buts     | -               | -               | 5 buts         |
| 6     | Christian Sarramagna | 2 buts     | -               | 1 but           | 3 buts         |
| 6     | Christian Synaeghel  | 3 buts     | -               | -               | 3 buts         |
| 8     | Patrick Parizon      | 2 buts     | -               | -               | 2 buts         |
| 8     | Spasoje Samardžić    | 2 buts     | -               | -               | 2 buts         |
| 8     | Daniel Sanlaville    | 2 buts     | -               | -               | 2 buts         |
| 11    | Robert Herbin        | 1 but      | -               | -               | 1 but          |
| 11    | Aimé Jacquet         | 1 but      | -               | -               | 1 but          |
| #     | contre son camp      | 1 but      | -               | -               | 1 but          |
| Total | 12 buteurs           | 81 buts    | 1 but           | 2 buts          | 84 buts        |

Date de mise à jour : le 2 avril 2015.

#### Affluences
280 297 spectateurs ont assisté à une rencontre au stade cette saison, soit une moyenne de 14 014 par match.
20 rencontres ont eu lieu à Geoffroy-Guichard durant la saison.

Affluence de l'AS Saint-Étienne à domicile

### Équipe de France
3  stéphanois auront les honneurs de l’Équipe de France cette saison : Georges Bereta  (8 sélections), Jean-Michel Larqué   (3 sélections) et  Francis Camerini  (1 sélection).
De nombreuses rencontres ont lieu en juin 1972 lors de la tournée de l'Équipe de France au Brésil pour la Coupe de l'indépendance.
| Joueurs            | Position  | Date       | Lieu              | Adversaire        | Type rencontre                     | Score | Temps de jeu | Buts |
| Georges Bereta     | Attaquant | 08.09.1971 | Oslo              | Norvège           | Eliminatoires Championnat d’Europe | 1 - 3 | 90           | -    |
| Georges Bereta     | Attaquant | 09.10.1971 | Colombes          | Hongrie           | Eliminatoires Championnat d’Europe | 0 - 2 | 90           | -    |
| Georges Bereta     | Attaquant | 04.12.1971 | Sofia             | Bulgarie          | Eliminatoires Championnat d’Europe | 2 - 1 | 76           | -    |
| Georges Bereta     | Attaquant | 08.04.1972 | Bucarest          | Roumanie          | Amical                             | 2 - 0 | 70           | -    |
| Georges Bereta     | Attaquant | 11.06.1972 | Salvador de Bahia | Amérique Centrale | Amical                             | 5 - 0 | 90           | 35e  |
| Georges Bereta     | Attaquant | 15.06.1972 | Maceió            | Afrique           | Amical                             | 2 - 0 | 45           | -    |
| Georges Bereta     | Attaquant | 18.06.1972 | Salvador de Bahia | Colombie          | Amical                             | 3 - 2 | 45           | -    |
| Georges Bereta     | Attaquant | 25.06.1972 | Salvador de Bahia | Argentine         | Amical                             | 0 – 0 | 90           | -    |
| Francis Camerini   | Défenseur | 10.11.1971 | Nantes            | Bulgarie          | Eliminatoires Championnat d’Europe | 2 - 1 | 90           | -    |
| Jean-Michel Larqué | Milieu    | 08.04.1972 | Bucarest          | Roumanie          | Amical                             | 2 - 0 | 20           | -    |
| Jean-Michel Larqué | Milieu    | 11.06.1972 | Salvador de Bahia | Amérique Centrale | Amical                             | 5 - 0 | 45           | -    |
| Jean-Michel Larqué | Milieu    | 18.06.1972 | Salvador de Bahia | Colombie          | Amical                             | 3 - 2 | 90           | -    |

3  stéphanois a eu les honneurs de l’Équipe de France Espoirs cette saison : Patrick Parizon (4 sélections), Patrick Revelli (2  sélections)  et Christian Sarramagna (1 sélection)
| Joueurs              | Position  | Date       | Lieu         | Adversaire | Type rencontre | Score | Temps de jeu | Buts |
| Patrick Parizon      | Attaquant | 07.09.1971 | Sarpsborg    | Norvège    | Amical         | 4 – 4 | 90           | -    |
| Patrick Parizon      | Attaquant | 10.10.1971 | Budapest     | Hongrie    | Amical         | 3 - 0 | 45           | -    |
| Patrick Parizon      | Attaquant | 10.11.1971 | Stara Zagora | Bulgarie   | Amical         | 1 - 0 | 90           | -    |
| Patrick Parizon      | Attaquant | 05.12.1971 | Rennes       | Bulgarie   | Amical         | 0 - 1 | 78           | -    |
| Christian Sarramagna | Attaquant | 07.09.1971 | Sarpsborg    | Norvège    | Amical         | 4 – 4 | 90           | -    |
| Patrick Revelli      | Attaquant | 10.11.1971 | Stara Zagora | Bulgarie   | Amical         | 1 - 0 | -            | -    |
| Patrick Revelli      | Attaquant | 09.04.1972 | Le Havre     | Roumanie   | Amical         | 3 - 0 | 90           | -    |